# Капуткина, Людмила Михайловна
Людмила Михайловна Капуткина (15 января 1942 года) — физик, доктор физико-математических наук, профессор, заслуженный деятель науки Российской Федерации, лауреат премии имени П. П. Аносова.
В 1965 году окончила Московский институт стали и сплавов, специальность «физика металлов».
Работает в МИСиС, исследования в области: фазовые и структурные превращения в сталях и сплавах, термическая и термомеханическая обработка, функциональные свойства специальных сплавов.
Общее число публикаций более 450 научных статей, 7 монографий, 7 коллективных научных книг, 4 учебно-методических пособий, 10 российских патентов.
Число статей - 167, количество цитирований - 1006, индекс Хирша - 8.

## Награды
- Премия имени Д. К. Чернова Минчермет СССР (1989)
- Премия имени  П. П. Аносова (2002, совместно с С. Д. Прокошиным, В. М. Блиновым) — за комплекс работ «Развитие основ термомеханической обработки применительно к легированным конструкционным сталям и функциональным материалам»
- Премия имени К. Ф. Стародубова НАН Украины (2002)
- Заслуженный деятель науки Российской Федерации (2003)